# Le Stryge
Le Stryge est une photographie en noir et blanc réalisée vers 1853 par le photographe français Charles Nègre. Elle est actuellement conservée à Paris, au musée d'Orsay.

## Nom de l'œuvre
Le terme Stryge désigne une créature fantastique mi-femme, mi-oiseau. Il renvoie donc à la sculpture figurée à gauche du personnage sur le cliché. Cette dernière a été dessinée par Eugène Viollet-le-Duc, lors du chantier de rénovation de la cathédrale Notre-Dame de Paris en 1843.
Le nom de cette photographie a été donné par André Jammes, lorsqu'elle lui appartenait, par analogie avec une célèbre gravure de Charles Meryon, intitulée Le Stryge.

Charles Meryon, Le Stryge, 1853, eau-forte, Maison de Victor Hugo

## Description
Le personnage qui pose en haut-de-forme derrière la sculpture surplombant les toits de Paris est Henri Le Secq, autre photographe important de l'époque.
Elle a été réalisée sur les hauteurs de la cathédrale Notre-Dame de Paris, au niveau de la tour nord.
Cette photographie réunit deux mondes : le Paris médiéval ancien, figuré par la cathédrale, et le Paris moderne d'Hausmann en cours de réalisation. En introduisant cet homme en habit moderne, le photographe souligne la cohabitation de ces deux mondes au cœur du siècle.
La structure de l'image est marquée par une forte verticalité de l'architecture gothique à droite, qui prend près de la moitié de la composition. À gauche, la vision sur Paris en contrebas permet d'ouvrir la perspective et de donner un regard sur le lointain au spectateur.

## Mise en lumière de la sauvegarde du patrimoine

### Victor Hugo et Notre-Dame de Paris
Dès les années 1820, le Moyen Âge suscite un regain d'intérêt, notamment dans la littérature. En 1831, Victor Hugo publie son roman historique Notre-Dame de Paris, qui a pour cadre le Paris du XVe siècle. Ce texte a notamment pour effet de sensibiliser le public sur l'état de conservation de cet édifice, en très mauvais état à ce moment-là.

### Eugène Viollet-Le-Duc et ses chimères[3]
À cette époque naît également la notion de conservation des monuments historiques, avec la création de la Commission des monuments historiques en 1837. Certains édifices, très endommagés lors de la Révolution française, continuent de tomber en ruines sous la Monarchie de Juillet. Prosper Mérimée, nouvel inspecteur général des monuments historiques charge donc, en 1843, Jean-Baptiste-Antoine Lassus et Eugène Viollet-le-Duc de restaurer la cathédrale Notre-Dame de Paris. Au-delà du renforcement des pierres qui menacent de s'effondrer, la restauration inclut l'invention d'un décor sculpté néogothique. Parmi les décors ajoutés figure un ensemble de créatures fantastiques, dites chimères, placées sur la balustrade au sommet de la façade. Entièrement dessinées par l'architecte, elles sont réalisées entre 1848 et 1856 par un groupe de sculpteurs dirigé par Adolphe Victor Geoffroy-Dechaume. Elles imitent les gargouilles du Moyen Âge, sans toutefois en avoir la fonction puisqu'elles n'écoulent pas d'eau. C'est le cas de la Stryge, élément central de cette photographie.

## Historique de sa provenance
- Jusqu'en 1961 : dans la collection Joseph Nègre, arrière-petit-fils du photographe.
- De 1961 à 2002 : dans la collection Marie-Thérèse et André Jammes.
- 22 mars 2002 : vente par Sotheby's à Paris[4].
- 2002 : acquis par préemption en vente publique par les Musées nationaux pour le musée d'Orsay (comité du 21 mars 2002).
- 2002 : attribué au musée d'Orsay[1].